# Racing White Daring Molenbeek (2015)
Il Racing White Daring Molenbeek 47, meglio noto come RWDM, è una società calcistica belga con sede nel comune di Molenbeek-Saint-Jean, nell'area metropolitana di Bruxelles. Milita in Challenger Pro League, la seconda serie del campionato belga.

## Storia
Il club venne fondato nel 2015 quando un gruppo di uomini d'affari di Bruxelles rilevò i diritti dello Standaard Wetteren, cambiandone la denominazione in RWDM47, avente matricola numero 5479, con l'obiettivo di riportare il nome storico RWDM della storica società cittadina Racing White Daring Molenbeek, da tempo sciolta, e per dare una squadra a Molenbeek dopo lo scioglimento del RWDM Brussels. Il club risalì dalla quarta divisione belga fino al raggiungimento della Division 1B, secondo livello nazionale, nel 2020. Nel giugno 2023 ottiene la promozione in Pro League, la massima serie nazionale, per la prima volta.

## Palmarès

### Competizioni nazionali
- Tweede klasse: 1

2022-2023

## Organico

### Rosa 2023-2024
Aggiornata al 2 febbraio 2024.
| N. |                      | Ruolo | Calciatore         |
| -- | -------------------- | ----- | ------------------ |
| 1  | Belgio (bandiera)    | P     | Nicolas Alavoine   |
| 2  | Ecuador (bandiera)   | D     | Luis Segovia       |
| 3  | Francia (bandiera)   | D     | Florian Le Joncour |
| 4  | Brasile (bandiera)   | D     | Willian Klaus      |
| 5  | Belgio (bandiera)    | C     | Alexis De Sart     |
| 7  | Martinica (bandiera) | A     | Mickaël Biron      |
| 8  | Giappone (bandiera)  | C     | Shūto Abe          |
| 9  | Senegal (bandiera)   | A     | Makhtar Gueye      |
| 10 | Francia (bandiera)   | C     | Gaëtan Robail      |
| 11 | Belgio (bandiera)    | C     | Niklo Dailly       |
| 14 | Belgio (bandiera)    | C     | Kylian Hazard      |
| 15 | Belgio (bandiera)    | C     | Sada Diallo        |
| 17 | Senegal (bandiera)   | C     | Ilay Camara        |
| 19 | Belgio (bandiera)    | D     | Jonathan Heris     |
| 20 | Belgio (bandiera)    | C     | Théo Gécé          |
| 21 | Belgio (bandiera)    | D     | Junior Sambu       |
| 23 | Brasile (bandiera)   | C     | Romildo Del Piage  |

| N. |                           | Ruolo | Calciatore               |
| -- | ------------------------- | ----- | ------------------------ |
| 27 | Brasile (bandiera)        | D     | Rikelmi                  |
| 28 | Belgio (bandiera)         | P     | Guillaume Hubert         |
| 29 | Portogallo (bandiera)     | A     | Marcos Paulo             |
| 30 | Francia (bandiera)        | C     | Xavier Mercier           |
| 31 | Bolivia (bandiera)        | A     | Sebastian Joffre         |
| 32 | Belgio (bandiera)         | D     | Djovkar Doudaev          |
| 33 | Belgio (bandiera)         | P     | Théo Defourny (capitano) |
| 34 | Rep. del Congo (bandiera) | D     | Christ Makosso           |
| 44 | Mali (bandiera)           | D     | Moussa Sissako           |
| 47 | Senegal (bandiera)        | C     | Pathé Mboup              |
| 62 | Brasile (bandiera)        | C     | Kayque                   |
| 69 | Francia (bandiera)        | C     | Florent Da Silva         |
| 70 | Burundi (bandiera)        | P     | Mattéo Nkurunziza        |
| 80 | Paraguay (bandiera)       | C     | Matías Segovia           |
| 94 | Brasile (bandiera)        | D     | Philipe Sampaio          |
| 99 | Mali (bandiera)           | C     | Youssouf Koné            |